# Otto Blome (amtmand)
 Der er flere personer med dette navn, se Otto von Blome.
Otto Blome (født 23. februar 1589, død 3. juni 1645 i Krempelsdorf) var en holstensk godsejer og amtmand.
Blome var søn af Henrik Blome (1545-1600) og Abel Rantzau. Han blev immatrikuleret 1610 i Padua, blev 1622 hertugelig holsten-gottorpsk jægermester og foged på Boltingsted, underskrev 1623 den fornyede union mellem Danmark og Gottorp og blev 1631 amtmand i Aabenraa Amt. Han faldt den 3. juni 1645 ved Krempelsdorf ved Lübeck i duel med oberst Hartvig Asch von Schack, der også faldt.
Blome skrev sig til Rastorf (solgt 1616 til fru Dorothea von Ahlefeldt), Aschau (1626), Deutsch Nienhof (1630) og Dänisch Nienhof og Kaltenhof (1638).
Gift 1621 (livgedingsbrev dateret 6.-13. januar 1622) med Dorothea Sested (1606-1640).